# كيفين كونبوي
كيفين كونبوي (بالدنماركية: Kevin Conboy)‏ (15 أكتوبر 1987 بإيسبيرغ في الدنمارك - ) هو لاعب كرة قدم دانمركي في مركز الظهير. شارك مع منتخب الدنمارك لكرة القدم. أما مع النوادي، فقد لعب مع إن إي سي نيميخن ونادي أوترخت ونادي إيسبيرغ.

## وصلات خارجية
- كيفين كونبوي على موقع قاعدة بيانات كرة القدم.إي يو (الإنجليزية)
- كيفين كونبوي على موقع ناشيونال فوتبول تيمز (الإنجليزية)
- كيفين كونبوي على موقع Soccerbase.com (لاعب) (الإنجليزية)
- كيفين كونبوي على موقع Soccerway.com (الإنجليزية)
- كيفين كونبوي على موقع عالم كرة القدم.نت (الإنجليزية)